# Ohne Betäubung
Ohne Betäubung ist ein polnischer Spielfilm von Andrzej Wajda aus dem Jahre 1978.

## Handlung
Jerzy Michałowski ist ein populärer polnischer Journalist und Auslandskorrespondent. Zu Beginn des Films läuft im Fernsehen eine Show mit dem Titel Drei gegen Einen. Jerzy wird mit den Fragen von drei Journalisten konfrontiert. Die Show gibt einen Einblick in sein Leben, das geprägt ist von den Erfahrungen in unterschiedlichsten Krisengebieten der Welt. Er war Kriegsberichterstatter in Honduras und El Salvador genauso wie in Chile während des Putsches 1973. Jerzys Frau Ewa schaut die Sendung gemeinsam mit ihrem Geliebten und Jacek Rościszewski. Während der Übertragung fährt Ewa mit der gemeinsamen kleinen Tochter zum Flughafen, um Jerzy von einer Auslandsreise abzuholen. Als sie vor ihrem Haus ankommen, verkündet Ewa, dass sie Jerzy verlassen hat. Für Jerzy bricht eine Welt zusammen. Der vielbeschäftigte Mann hatte überhaupt nichts von einer Ehekrise mitbekommen.
Jerzy sucht Rat bei der besten Freundin seiner Frau. Wanda ist Zahnärztin und zieht Jerzy einen Zahn ohne Betäubung, während sie ihn über die Situation seiner Ehe aufklärt. Die Eheprobleme bleiben jedoch nicht die einzigen Probleme Jerzys. In der Redaktion streitet er mit seinem größten Konkurrenten Jacek Rościszewski, der ja mittlerweile auch im Privatleben sein größter Konkurrent geworden ist. Seine Universitätsvorlesungen werden eingestellt, und seine nächste Auslandsreise wurde nicht genehmigt. Ein schleichender Prozess der Demontage hat begonnen. Jerszy bemüht sich jedoch, diese Probleme nicht an die große Glocke zu hängen. Zwar prügelt er sich mit seinem Konkurrenten Jacek, der dabei erkennen muss, dass Ewa nicht die richtige Partnerin für ihn ist, doch sind alle Bemühungen um Ewa erfolglos. Bei einem letzten Treffen zum Abendessen kann er Ewa überzeugen. Alte Zeiten kommen beiden in Erinnerung, aber für Ewa auch die Erkenntnis, dass sie sich nie von Jerzy intellektuell emanzipieren wird können. Schließlich landet das Paar vor dem Scheidungsrichter. Das Paar schweigt zur Schlammschlacht, die Ewas Anwalt organisiert hat. Beide sind durch den Prozess zutiefst verletzt und verlassen den Saal. Wenig später kommt Ewa zu Jerzys Haus, wo ein Krankenwagen den toten Jerzy abtransportiert. Seit einiger Zeit war der Gasherd defekt und ist nun explodiert.

## Hintergrund
Der Film ist sehr realistisch gestaltet und kommt ohne Filmmusik aus. Die Dekorationen hat der Szenenbildner Allan Starski geschaffen. Ohne Betäubung zählt zu den wichtigsten Filmen des so genannten Kinos der moralischen Unruhe (Kino moralnego niepokoju).

## Kritiken
„Spröde und dialogbetonte Stellungnahme gegen Konformismus und Mittelmäßigkeit, subtil in Milieu- und Charakterzeichnung, darstellerisch ausgezeichnet.“

„„Ohne Betäubung“ ist ein gespenstischer Film, zugleich der kunstloseste, den Wajda je gemacht hat. Die Kamera führt er wie ein indiskreter Fernsehreporter: viele Großaufnahmen, simple Schuß-Gegenschuß-Schnitte, flaches, kaltes Licht, kalkulierte Flüchtigkeiten mit der Handkamera. So gibt es keine sentimentale Passionsgeschichte zu sehen, sondern ein brutales Protokoll, sehr direkt, ohne Umschweife und auch für den Zuschauer „ohne Betäubung“.“

## Auszeichnungen
Andrzej Wajda gewann mit diesem Film das Polnische Filmfestival von Gdynia 1978 und startete im Wettbewerb der Internationalen Filmfestspiele von Cannes 1979. In Cannes erhielt er den Preis der Ökumenischen Jury.